# 生田スタジオ

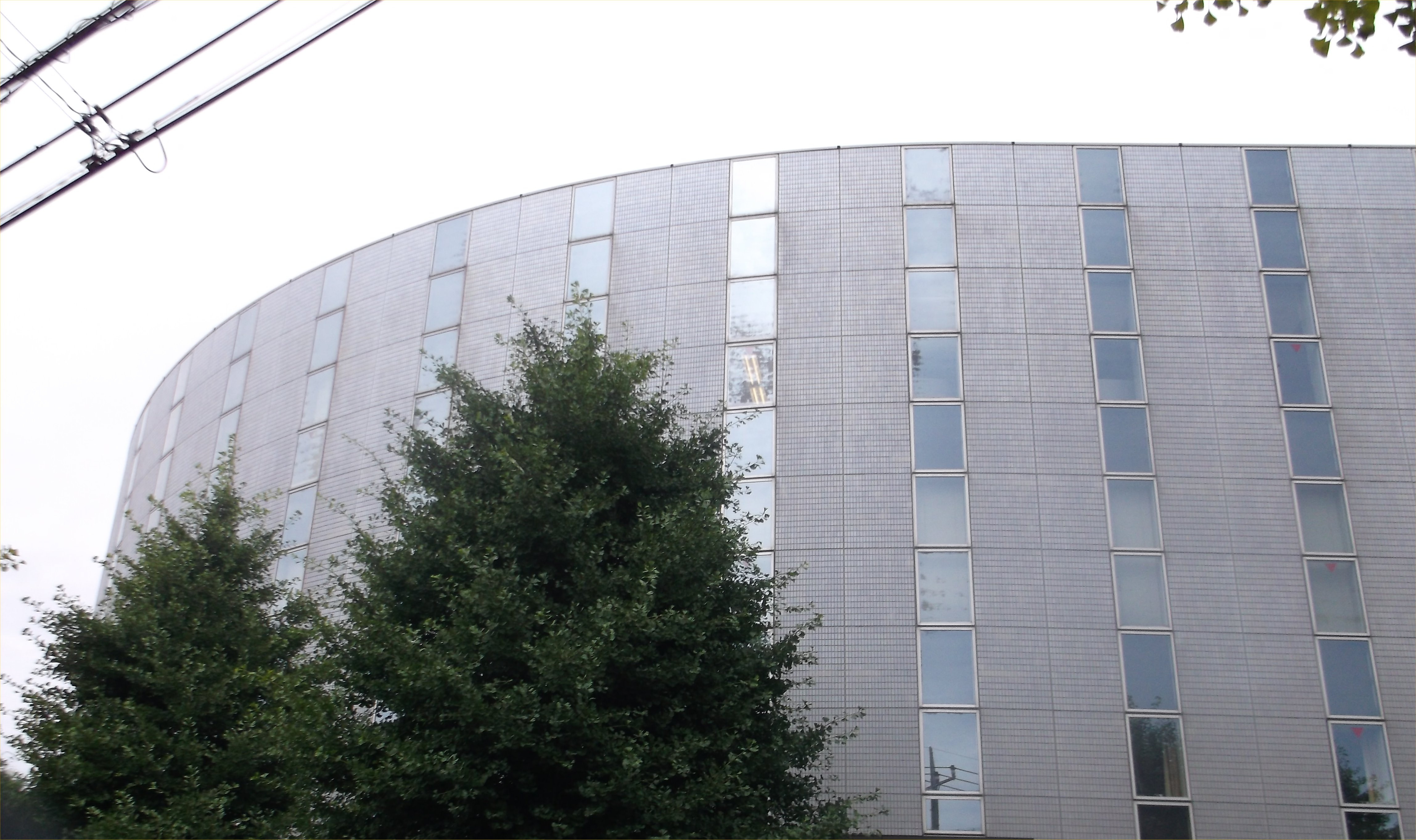
神奈川県川崎市多摩区菅仙谷にある日本テレビ生田スタジオ外観

生田スタジオ（いくたスタジオ）とは、神奈川県川崎市多摩区菅仙谷3丁目20番1号に所在するテレビスタジオである。日本テレビにより、所有・管理されている。

## 概要
主に日本テレビのテレビドラマ制作のために使用されており、近くにはよみうりランドがある。
『土ドラ9』『土ドラ10』や『月曜から夜ふかし』の撮影のほか、『ものまねグランプリ』、『はじめてのおつかい』などの特別番組の収録にも使われている。また、『知ってるつもり?!』や『マジカル頭脳パワー!!』なども主にここで収録されていた。『ダウンタウンのガキの使いやあらへんで!』の『絶対に笑ってはいけない大貧民GoToラスベガス24時!』の収録にも使用されている。
最寄り駅は、東日本旅客鉄道（JR東日本）南武線稲田堤駅および京王相模原線京王稲田堤駅。また、京王稲田堤駅と小田急小田原線読売ランド前駅から送迎バスが出ているが、関係者以外は乗車できない。
スタジオ技術は子会社の日テレ・テクニカル・リソーシズ（略称：NiTRo、旧NTV映像センター・旧日本テレビビデオの技術部門を継承）が請け負っている。
なお、1971年（昭和46年）に特撮テレビドラマ『仮面ライダー』（東映、毎日放送）制作のために設立され、それ以降も主に同種のドラマを制作した東映生田スタジオ（1978年閉鎖）とは所在地も近いが、関係はない。

## 歴史
1964年7月に、よみうりランドの一角に4階建ての鉄筋コンクリート造のビルとして完成。当時は「NTVスタジオ」の名称で250坪の第1スタジオ（カラー用）と200坪の第2スタジオ（モノクロ用、1972年にカラー用に更新）の2つのスタジオがあり、そのうち第1スタジオは1000人収容の公開スタジオとして、日本ではじめてのカラーアイドホール投射で多くの来場者を呼んだが、日本テレビの公開番組が次第に減少し、後楽園ホールに集約されるようになってからは、ドラマ撮影スタジオとしての機能を充実させる。そのほか、映画撮影用の第3・第4スタジオも建設された。
1986年4月には、施設の老朽化に伴って改築されることとなった。現在、稼動している建物がその改築された建物であるが、建設工事は2期に分かれた。第1期工事として260坪の第1スタジオと200坪の第2スタジオが建設され、1989年に竣工した。さらに第2期工事で200坪の第3スタジオが建設され、スタジオを3つ擁する現在の形になった。同所の管理・運営主体は、1972年12月18日に日本テレビとよみうりランドの共同出資で設立された「株式会社生田スタジオ」が担当していたが、その後の合併によって「株式会社NTV映像センター（現・日テレグループ企画）」へ移行し、さらにその後は日本テレビ本体がスタジオを所有・管理する形に移行した。なお、スタジオ技術は子会社の日テレ・テクニカル・リソーシズが請け負っている。
番町スタジオ稼動以前の日本テレビは、千代田区二番町（麹町）の旧本社、港区東新橋（汐留）の本社と同じく、ドラマ以外のパッケージ番組収録に対応できるスタジオが少ないうえ、それぞれのスタジオ床面積も狭いことから、生田スタジオの必要性・重要度は高かった。それゆえ、TBSの緑山スタジオのような「生田スタジオ=ドラマ撮影専用」という位置づけではないとされていた。
旧本社の建物群が解体され、番町スタジオが稼動してからは、明文化されてはいないもののバラエティ番組は番町、ドラマは生田という棲み分けになりつつあるようであるが、従前通り生田スタジオで収録するバラエティ番組がある一方、番町スタジオでも一部ドラマの収録が行われることもあり、番組や収録スケジュールなどに応じて柔軟に運用しているようである。

## 施設概要

### スタジオ
第1スタジオ（260坪）・第2スタジオ（200坪）
主に『水曜ドラマ』、『土ドラ9』などのドラマ制作用スタジオとして運用。また、日本テレビタワー完成前はバラエティ番組でも使用されていた。
第3スタジオ（200坪）
主に『宝探しアドベンチャー 謎解きバトルTORE!』、『ものまねグランプリ』、『はじめてのおつかい』、『AKBINGO!』などのバラエティ番組のほか、ドラマ収録でも使用されている。

### その他の施設
出演者用に化粧室・結髪室・衣装室・出演者控室（22部屋）などがあるほか、制作用に編集室やMA・録音スタジオなどを整備している。また、ビル内外各所にあるドッキングロケ端子盤にカメラやマイクロフォンのケーブルを接続することにより、ビル内外の至る所でロケーション撮影も可能となっている。
過去には、よみうりランド敷地内に時代劇の撮影に使える「江戸の街並み」を再現したオープンセットを有していたが、1990年代に入ると撤去され、1993年のJリーグ開幕にあわせてヴェルディ川崎（現・東京ヴェルディ1969）の練習施設であるヴェルディグラウンドの「レセルバ（第2グラウンド）」となった。